# Juri-Gagarin-Ring

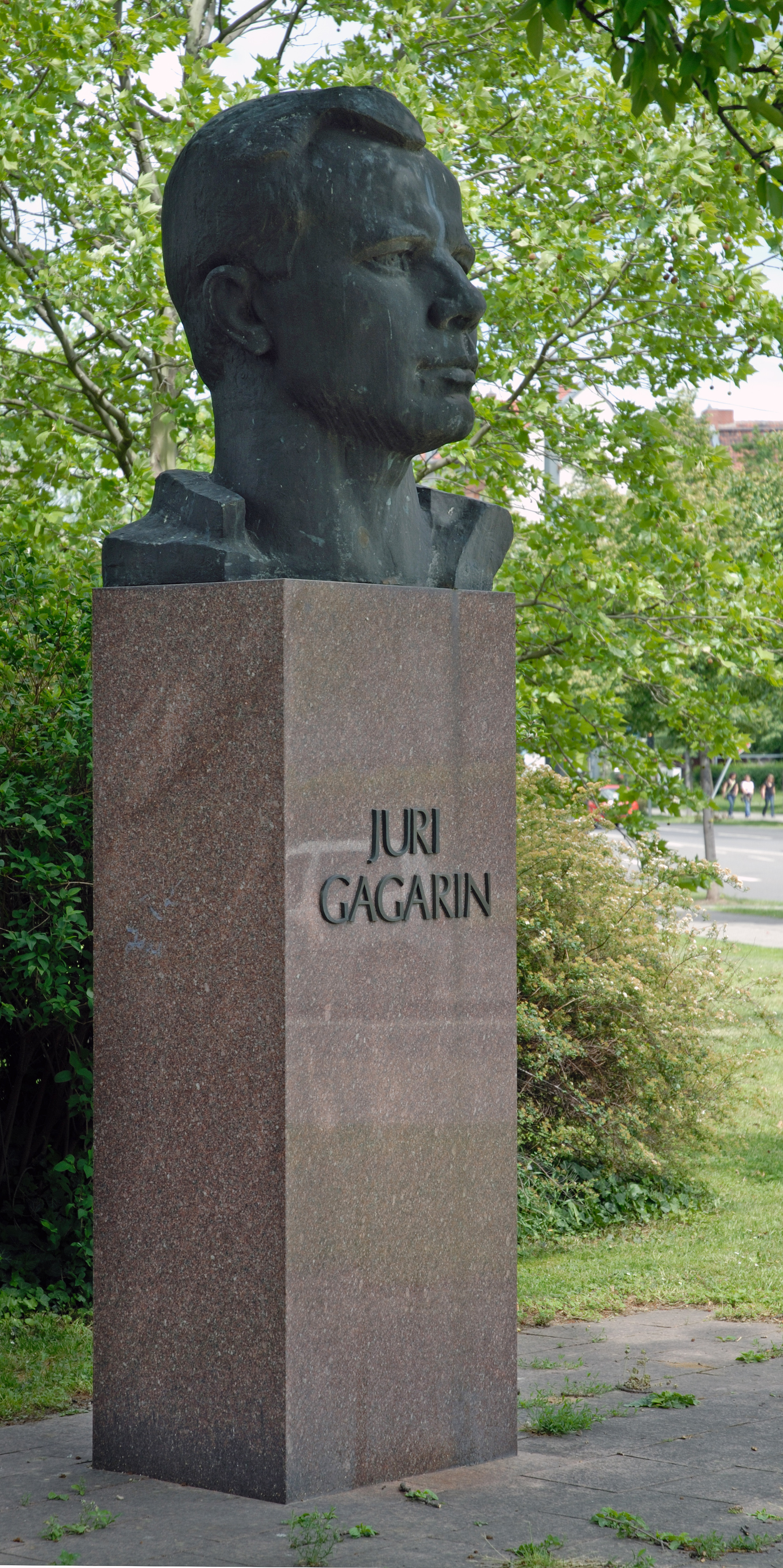
Gagarindenkmal am Krämpfertor

Der Juri-Gagarin-Ring ist eine 2300 Meter lange Ringstraße, die den Kern der Altstadt Erfurts im Süden und Osten umgibt. Angelegt wurde der Straßenzug 1898, nachdem bereits unter Oberbürgermeister Richard Breslau Planungen dazu angestellt wurden. Seit 1964 ist er nach dem sowjetischen Raumfahrer Juri Gagarin benannt.

## Namensgebung
Nachdem der Ring angelegt wurde, erhielt er 1903 auf den Abschnitten unterschiedliche Namen. Der nördliche Teil bis zum Hospitalplatz wurde Johannesring, der östliche Teil zwischen Hospitalplatz und Trommsdorffstraße Krämpferring, der südöstliche Teil zwischen Trommsdorffstraße und Bahnhofstraße Reglerring, der südliche Teil zwischen Bahnhofstraße und Löberstraße Löberring und der südwestliche Teil von der Löberstraße bis zum Karl-Marx-Platz Kartäuserring genannt. Diese Namensgebung blieb bis 1951 bestehen. Damals wurden die Abschnitte unter dem Namen Mao-Tse-Tung-Ring nach dem chinesischen Diktator Mao Zedong zusammengefasst. 1964 erfolgte die Umbenennung in Juri-Gagarin-Ring, da man zu dieser Zeit mit Personen wie Stalin und Mao Zedong brach. Juri Gagarin besuchte Erfurt 1963, damals weilte er im Erfurter Hof.

## Entstehung und Lage im Stadtraum

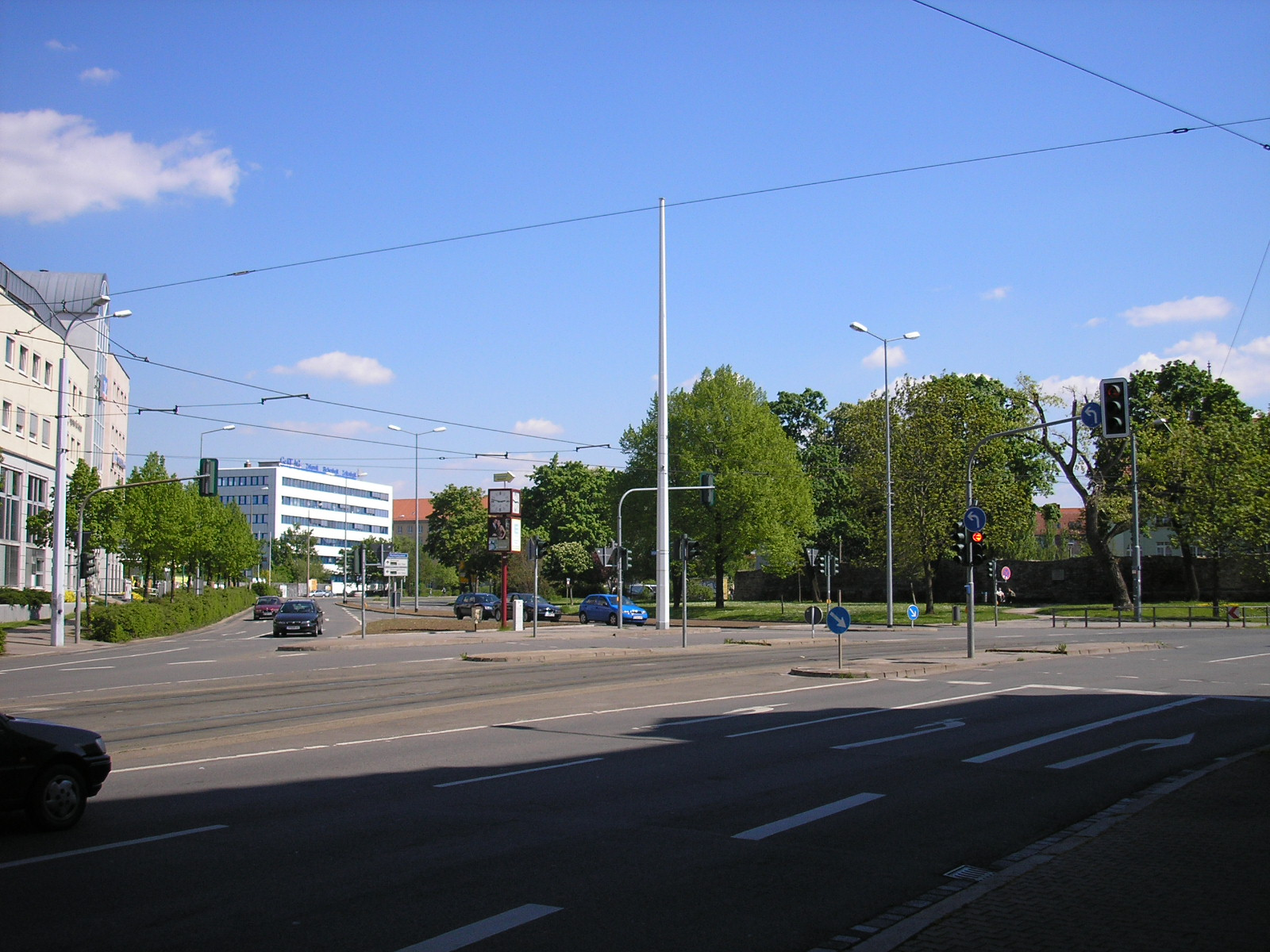
Beginn des Rings am Inneren Johannestor (Zustand 2008 vor dem Umbau)

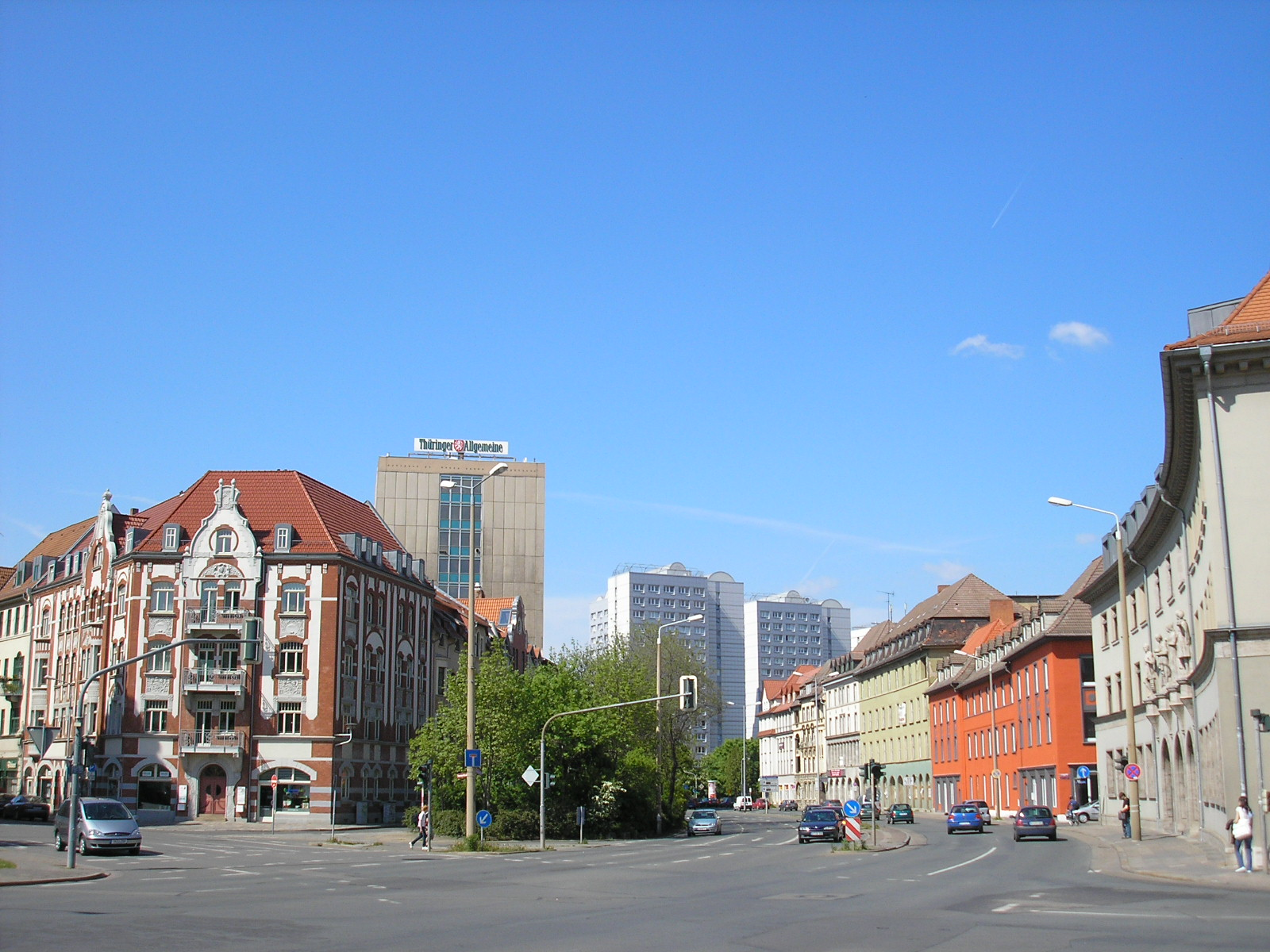
Blick von der Kreuzung Trommsdorffstraße nach Norden zum Krämpfertor

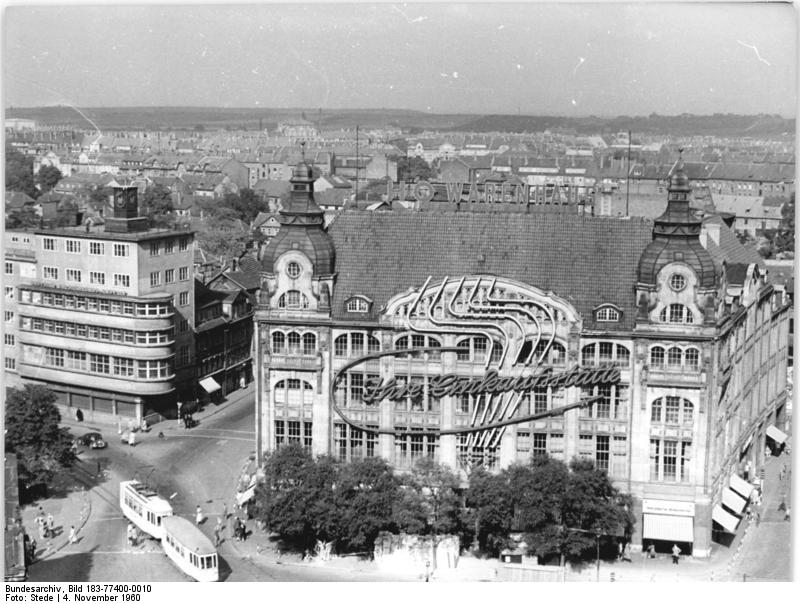
Blick über das alte Krämpferviertel 1960

Der Verlauf des heutigen Rings zeichnet den Verlauf der ältesten, inneren Stadtmauer Erfurts aus der Zeit um 1000 nach. Parallel zu dieser Mauer verlief bis 1898 die Wilde Gera, ein Flussarm der Gera im Erfurter Stadtgebiet. Damals wollte man die Hochwassergefahr für die Altstadt bannen und legte den Flutgraben an. Er verläuft parallel zur Wilden Gera etwa 200 Meter weiter außerhalb und kann wesentlich mehr Wasser abführen als die Wilde Gera. Sie wurde daraufhin unter Verwendung der Bausubstanz der abgerissenen Stadtmauer zugeschüttet und auf ihr die Ringstraße gebaut, die die Innenstadt entlastet.
Der Ring beginnt am inneren Johannestor im Norden der Stadt. Dort ist er über die Johannesstraße mit dem Talknoten verbunden, an dem der Erfurter Stadtring die Straße nach Ilversgehofen (weiter nach Mittelhausen und Sömmerda über die Magdeburger Allee) kreuzt. Als Nächstes kreuzt er die Franckestraße, die heutige Landesstraße nach Sömmerda und Stotternheim nördlich von Erfurt. Es folgt die Kreuzung mit der Krämpferstraße, die über die Leipziger Straße nach Kerspleben und Buttelstedt führt. Im südöstlichen Bereich ändert sich die Verlaufsrichtung des Rings in einem weiten Bogen von Nord-Süd auf Ost-West; hier kreuzen die Meyfartstraße, die zum Schmidstedter Knoten am Stadtring führende Trommsdorffstraße und die Bürgermeister-Wagner-Straße, die zum Hauptbahnhof und Busbahnhof führt. Es folgt die Kreuzung mit der Bahnhofstraße, die als Fußgängerzone und Straßenbahnstrecke dient. Weiter westlich beginnt die Löberstraße am Ring, sie führt nach Arnstadt. Das westliche Ende des Rings ist der Karl-Marx-Platz, der über den Straßenzug Dalbergsweg–Walkmühlstraße–Bonifaciusstraße mit dem Gothaer Platz am Stadtring verbunden ist. Von dort aus geht es weiter nach Gotha sowie Nordhausen.
Für den innerstädtischen Verkehr ist der durch zehn Ampelkreuzungen unterbrochene Juri-Gagarin-Ring bis heute von enormer verkehrlicher Bedeutung. Der Fernverkehr kann hingegen auf den Erfurter Stadtring und den Erfurter Ring ausweichen.

## Geschichte
Beim Bau des Ringes wurden einige alte Häuser in diesem Bereich abgerissen und durch größere Neubauten im Stil des Historismus ersetzt. Später folgten vereinzelt Bauwerke des Bauhauses und der Neuen Sachlichkeit. Dieser „alte“ Juri-Gagarin-Ring ist heute zwischen Meyfart- und Bahnhofstraße am besten sichtbar.
Die einschneidendsten baulichen Veränderungen erlebte der Juri-Gagarin-Ring in den 1960er-Jahren beim Ausbau zur Magistrale nach sowjetischem Vorbild. Dabei wurden ganze Altstadtbereiche, beispielsweise das Krämpferviertel, abgetragen. An ihre Stelle traten Parkplatzbereiche, eine Straßenverbreiterung und Plattenbauten mit mehr Wohnraum, als ihn die alten Häuser bieten konnten. Es entstanden als Punkthochhäuser das Ringhotel, das Interhotel Kosmos (heute Radisson Blu), das Hochhaus am Hospitalplatz und die Hochhäuser am Krämpfertor (Nr. 126 A, B und C). Zusätzlich wurden am Krämpfertor drei je etwa 100 Meter lange elfgeschossige Plattenbauten errichtet. Außerdem befinden sich am Löbertor ein 250 Meter und zwei 200 Meter lange elfgeschossige Plattenbauten.

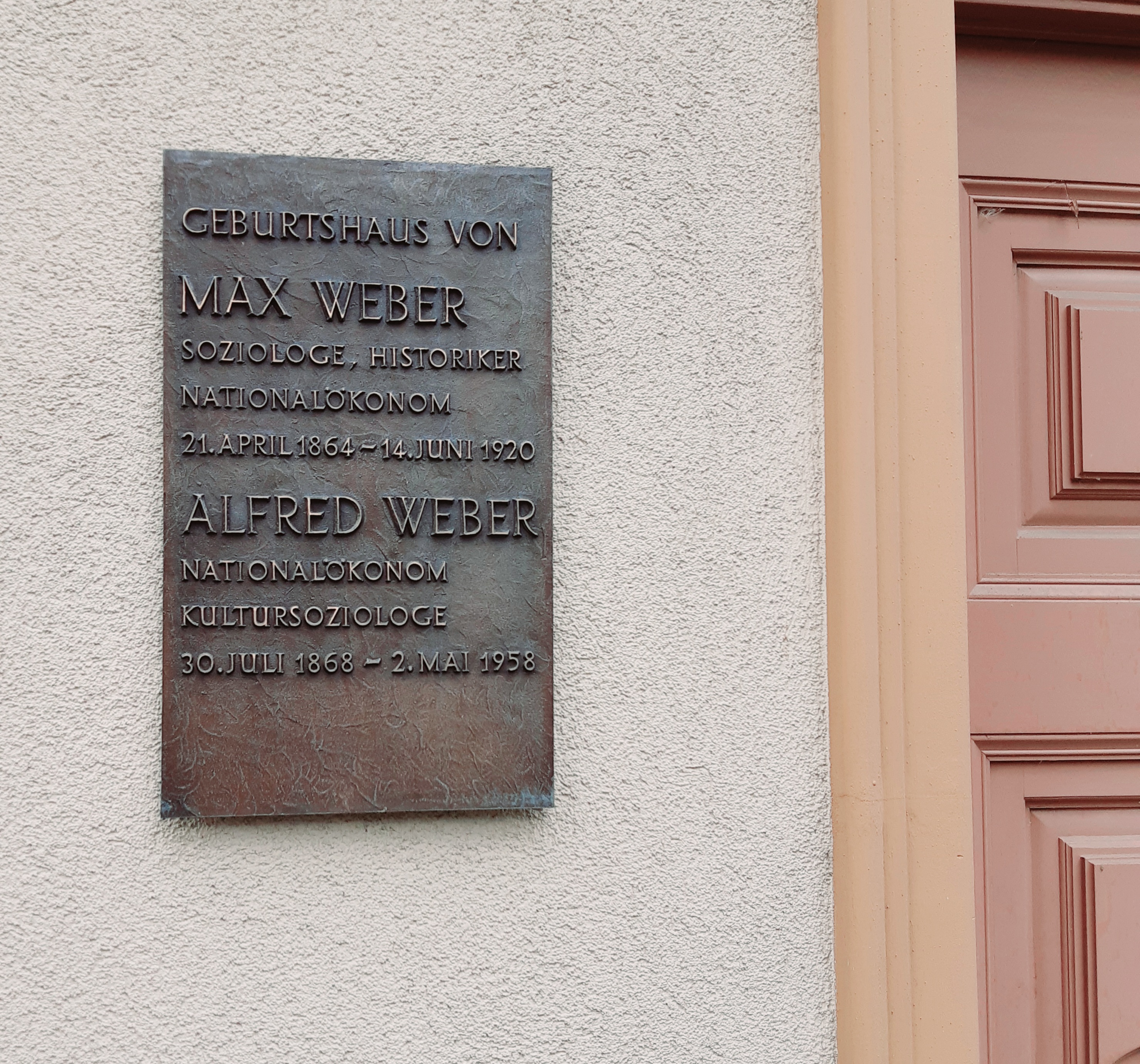
Gedenktafel an das Geburtshaus von Max und Alfred Weber, heute Juri-Gagarin-Ring 10

Am Ring befinden sich des Weiteren die Neue Synagoge, das Kartäuserkloster und das Museum für Thüringer Volkskunde Erfurt. Am Karthäuser Mühlsteg 44 (heute Juri-Gagarin-Ring 10) wurden die Soziologen Max und Alfred Weber geboren.
In den frühen 1980er Jahren entstanden konkrete Pläne zum Ringschluss. Dabei sollte ausgehend vom Johannestor die Straße Am Hügel ausgebaut und der Ring in der Verlängerung der Augustinerstraße über die Lehmannsbrücke, durch die Pergamentergasse, über den Domplatz und durch den Brühler Garten bis zum Karl-Marx-Platz fortgeführt werden. Dies hätte den Abriss zahlreicher Häuser, besonders des historischen Andreasviertels bedeutet, weshalb sich 1986 eine Bürgerinitiative formierte, die gemeinsam mit Denkmalschützern im Mai 1987 die Ausstellung Stadtgerechter Verkehr – verkehrsgerechte Stadt in der Michaeliskirche organisierte. Auf Grund dieses Protestes und nicht zuletzt im Zuge der Wende wurden die Pläne schließlich ad acta gelegt.

## Bauten am Ring

### Vor dem Ersten Weltkrieg

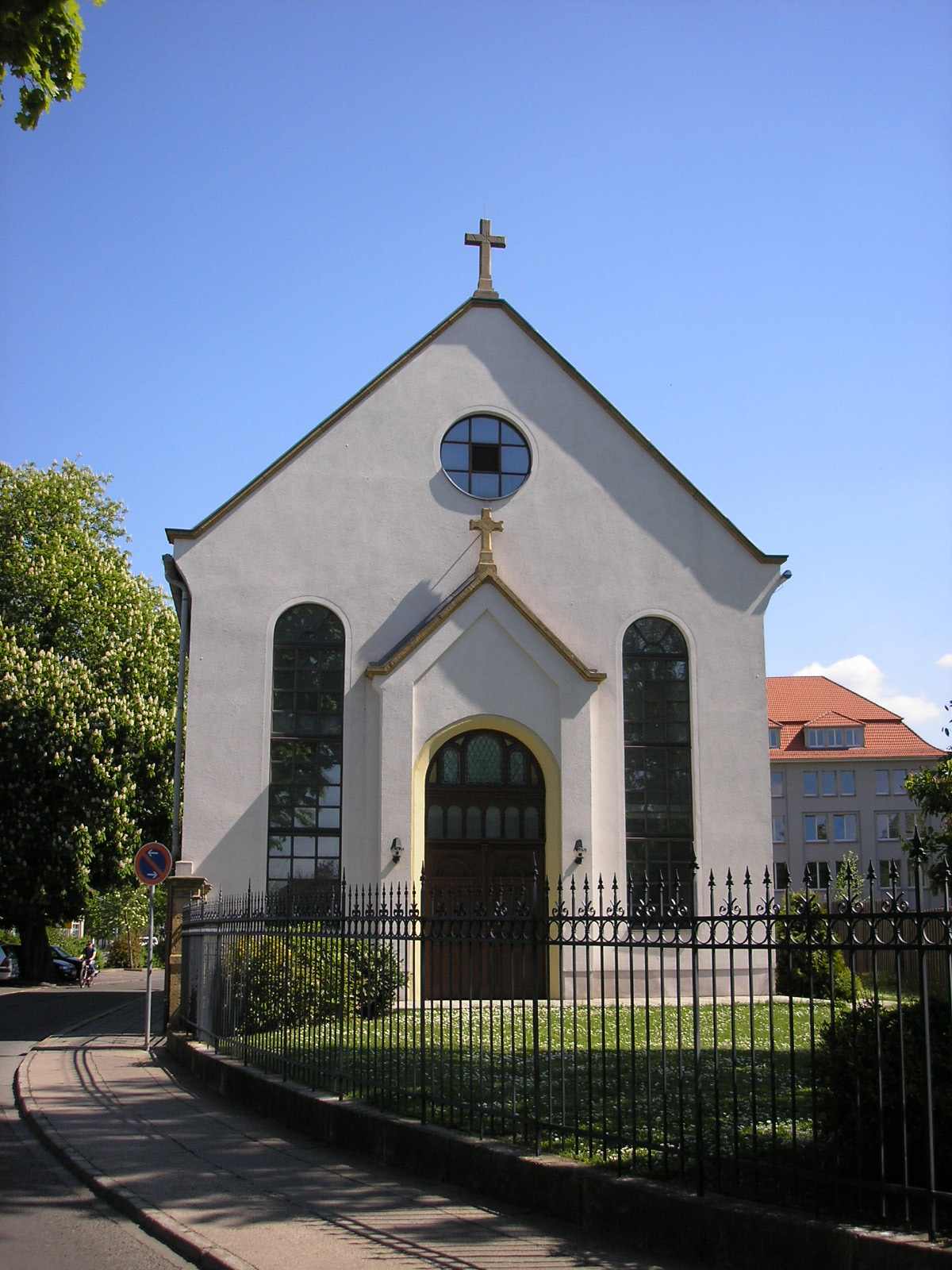
Katholisch-Apostolische Kirche an der Johannesmauer
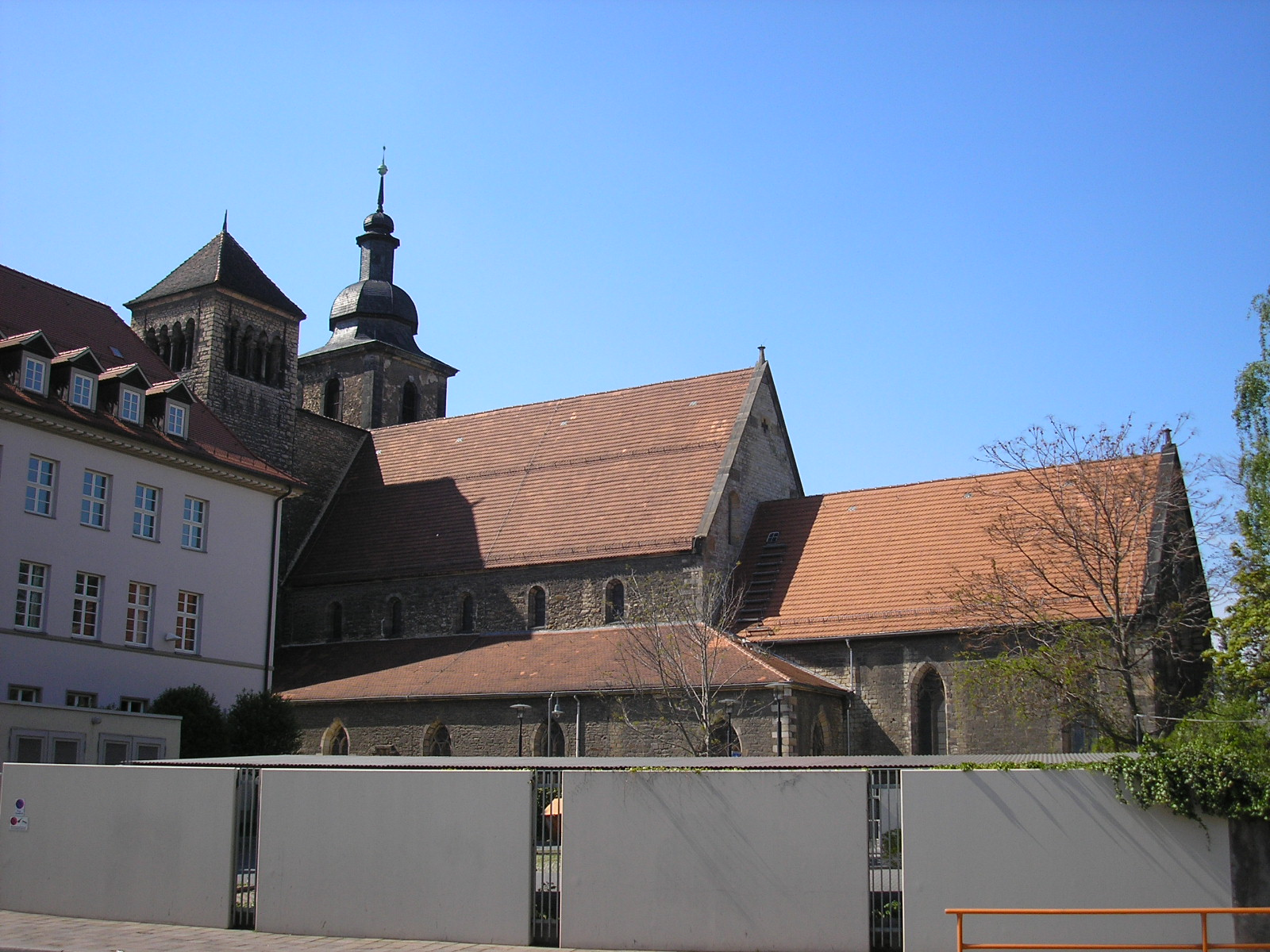
Reglerkirche an der Ecke Bahnhofstraße (1130)
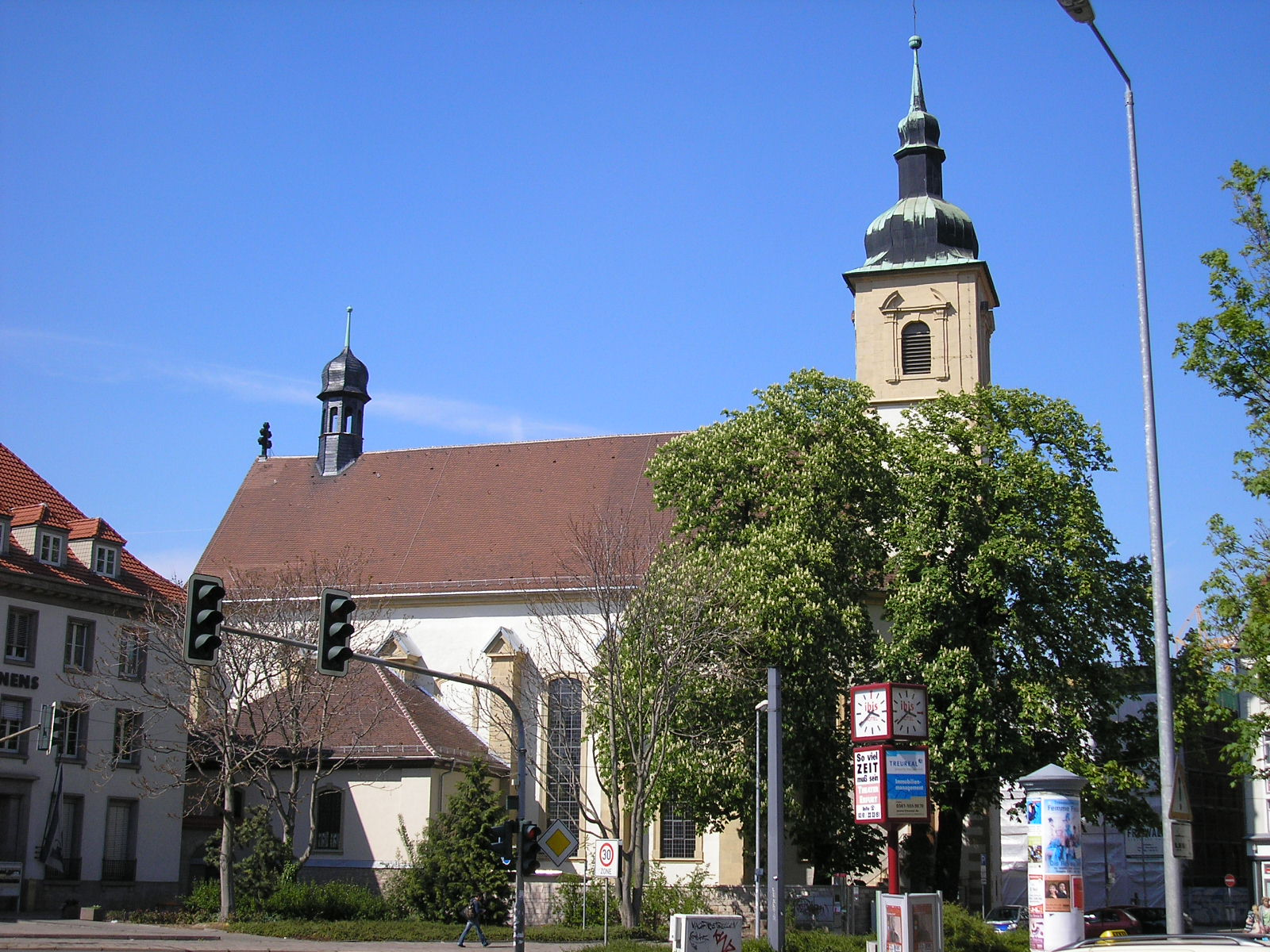
Neuwerkskirche am Karl-Marx-Platz (1735)
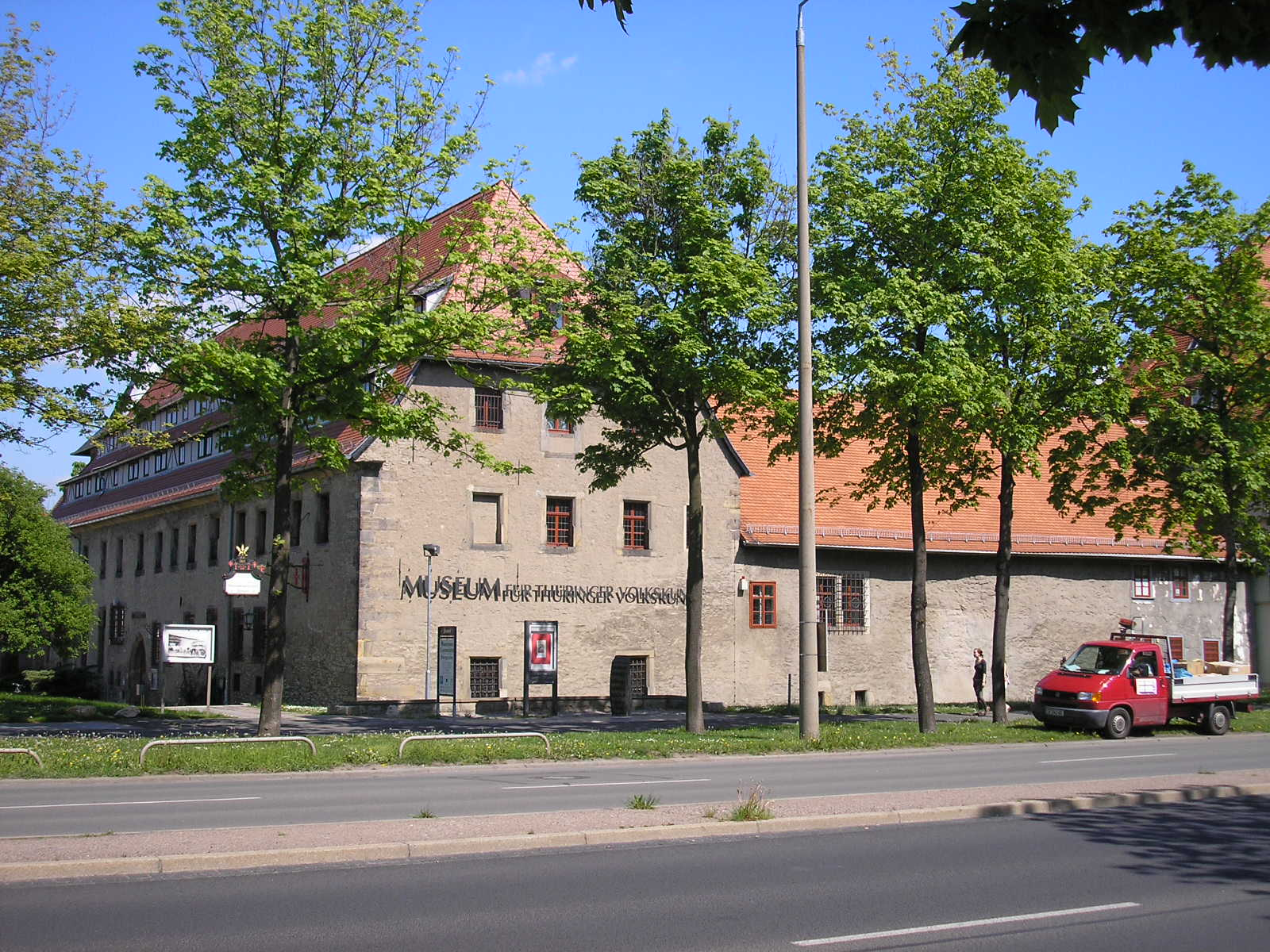
Großes Hospital, jetzt Volkskundemuseum (1547)
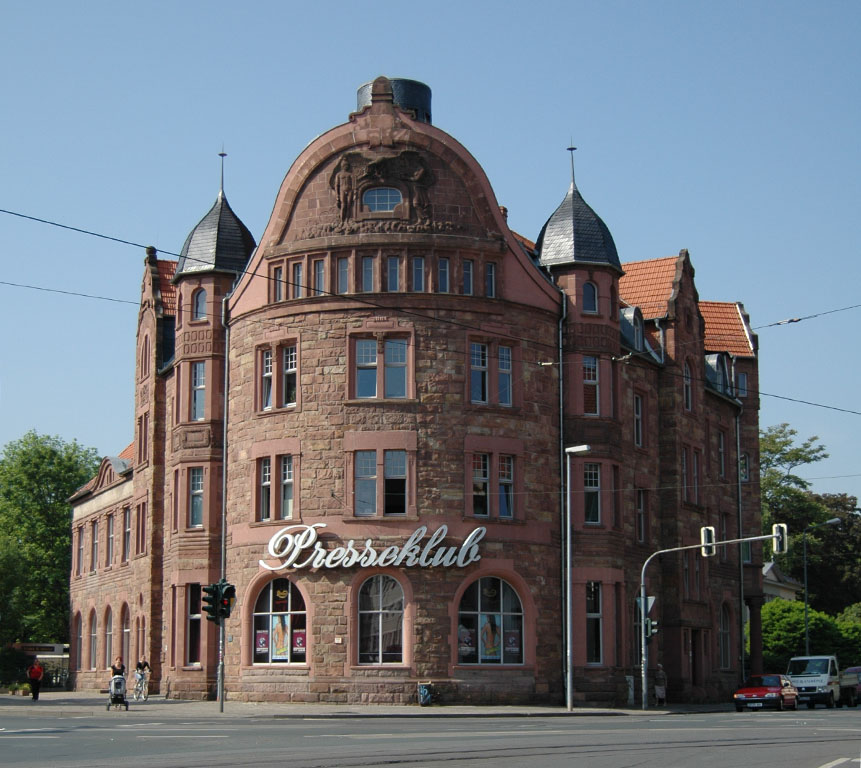
Presseklub am Karl-Marx-Platz
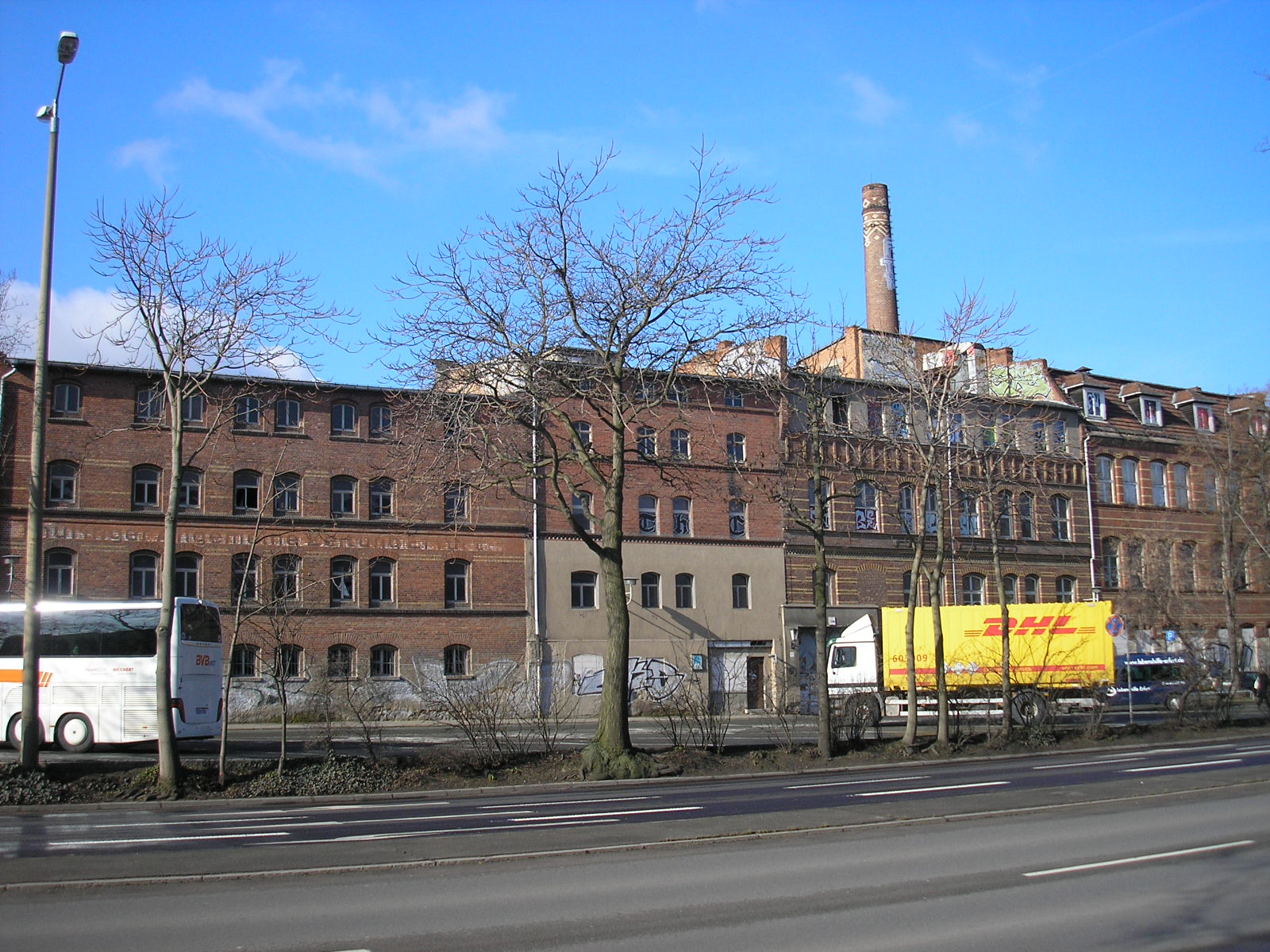
Gebäude der Druckerei Fortschritt

### Zeit der Weimarer Republik

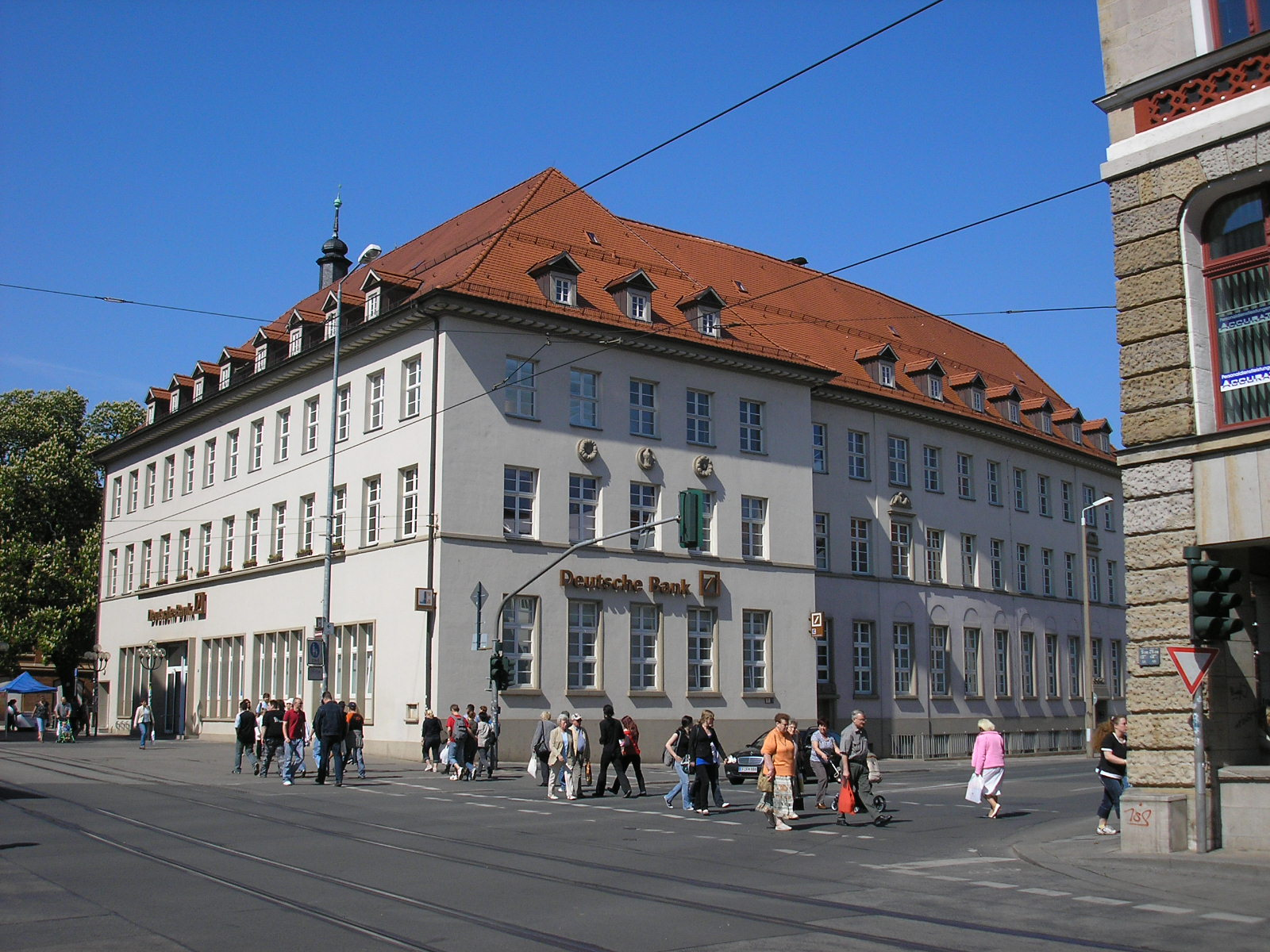
Deutsche Bank an der Ecke Bahnhofstraße
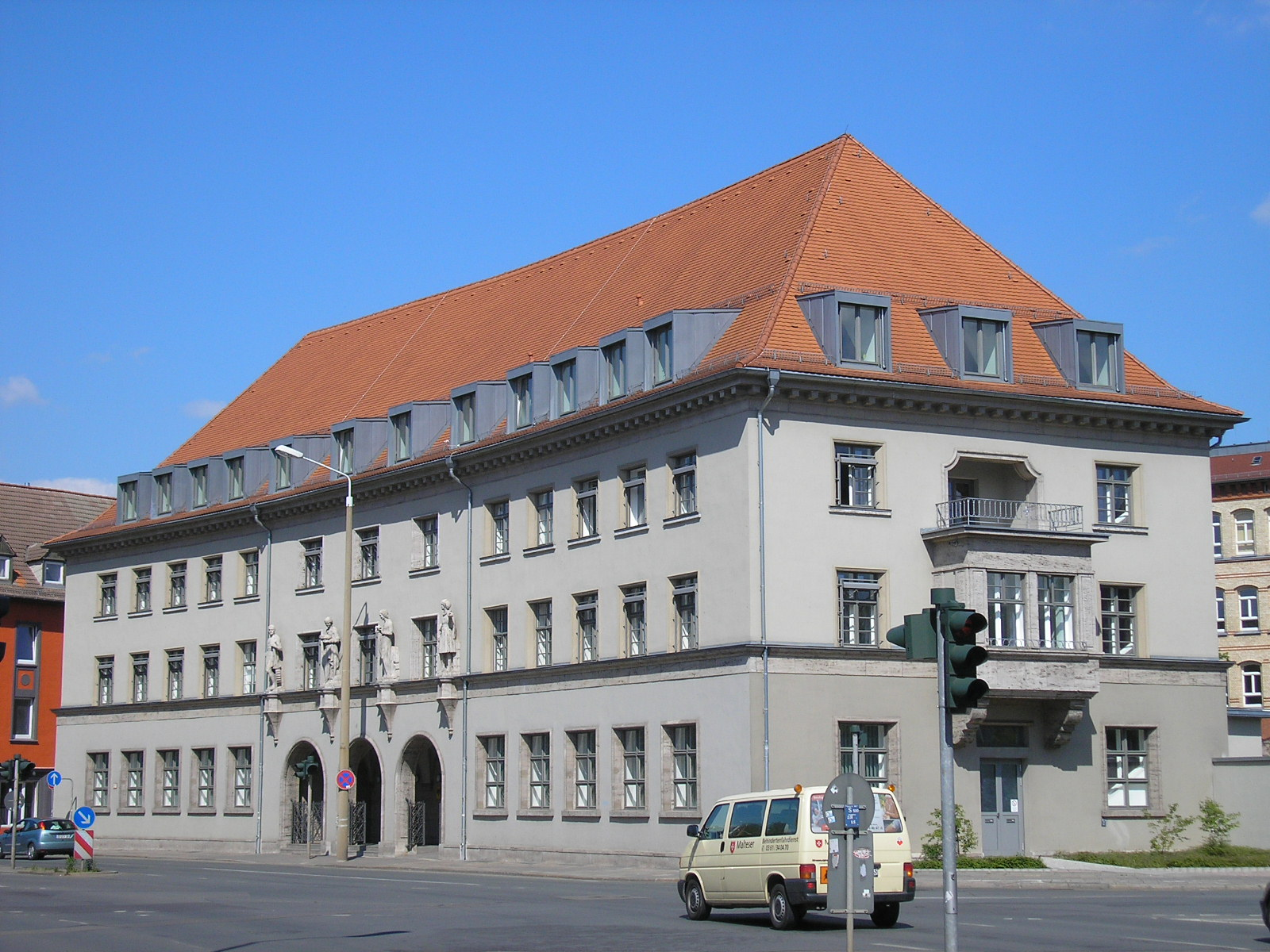
Reichsbank. Heute Eisenbahnbundesamt, Dienststelle Erfurt an der Ecke Trommsdorffstraße
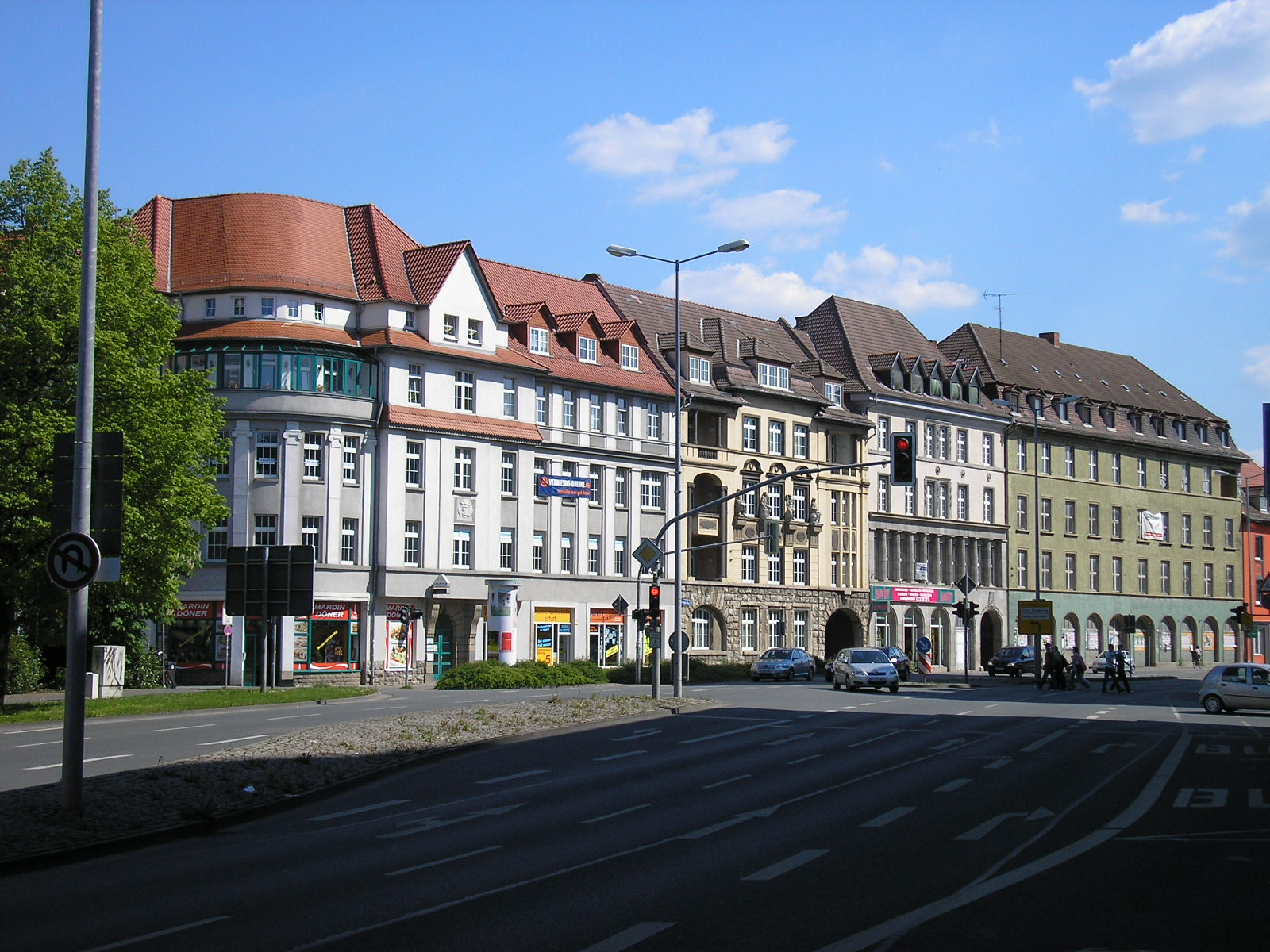
Handelshäuser am Ring zwischen Meyfarth- und Trommsdorffstraße
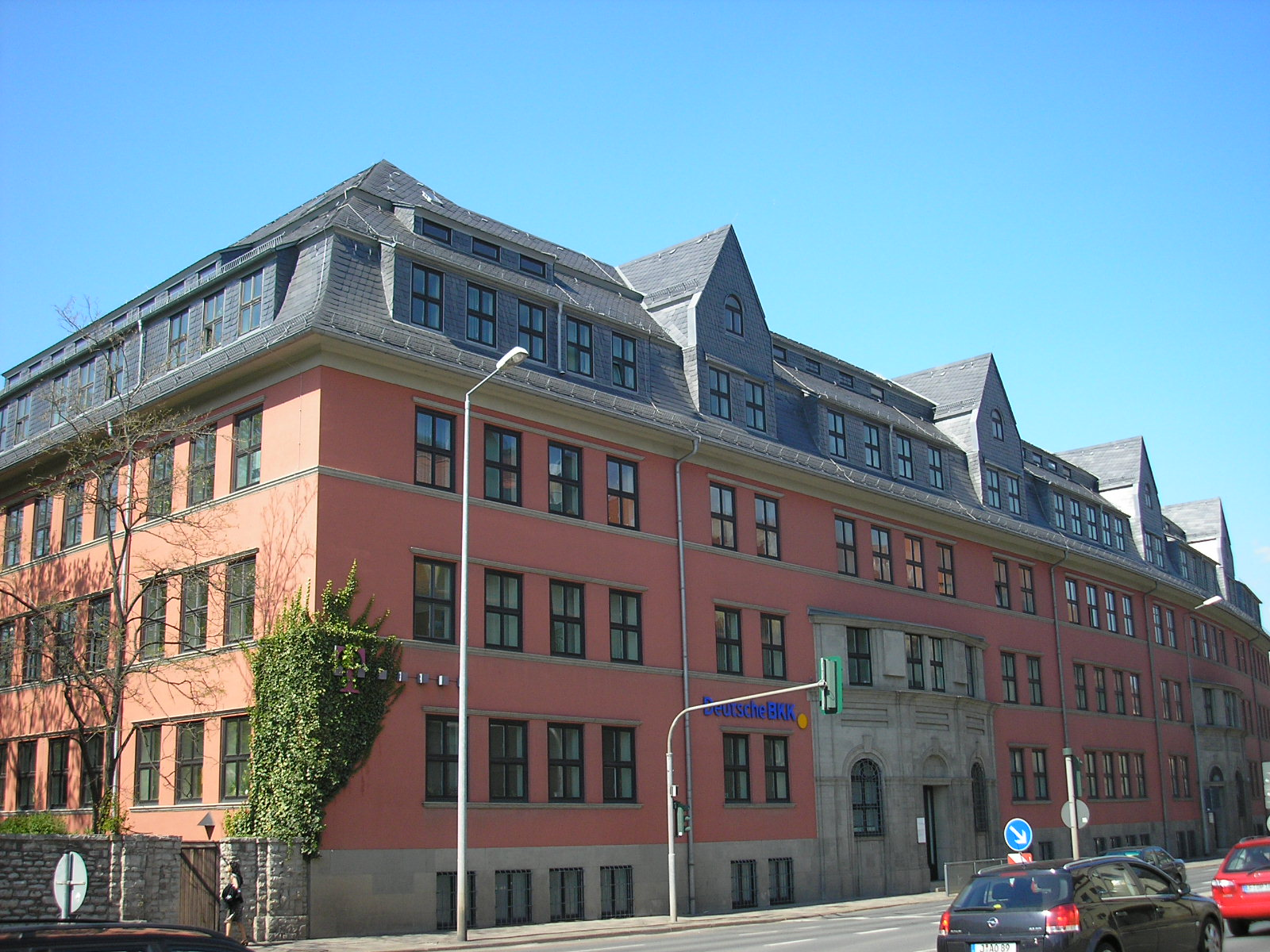
Postscheckamt (heute Telekom) an der Ecke Bürgermeister-Wagner-Straße (1924)

### DDR-Zeit

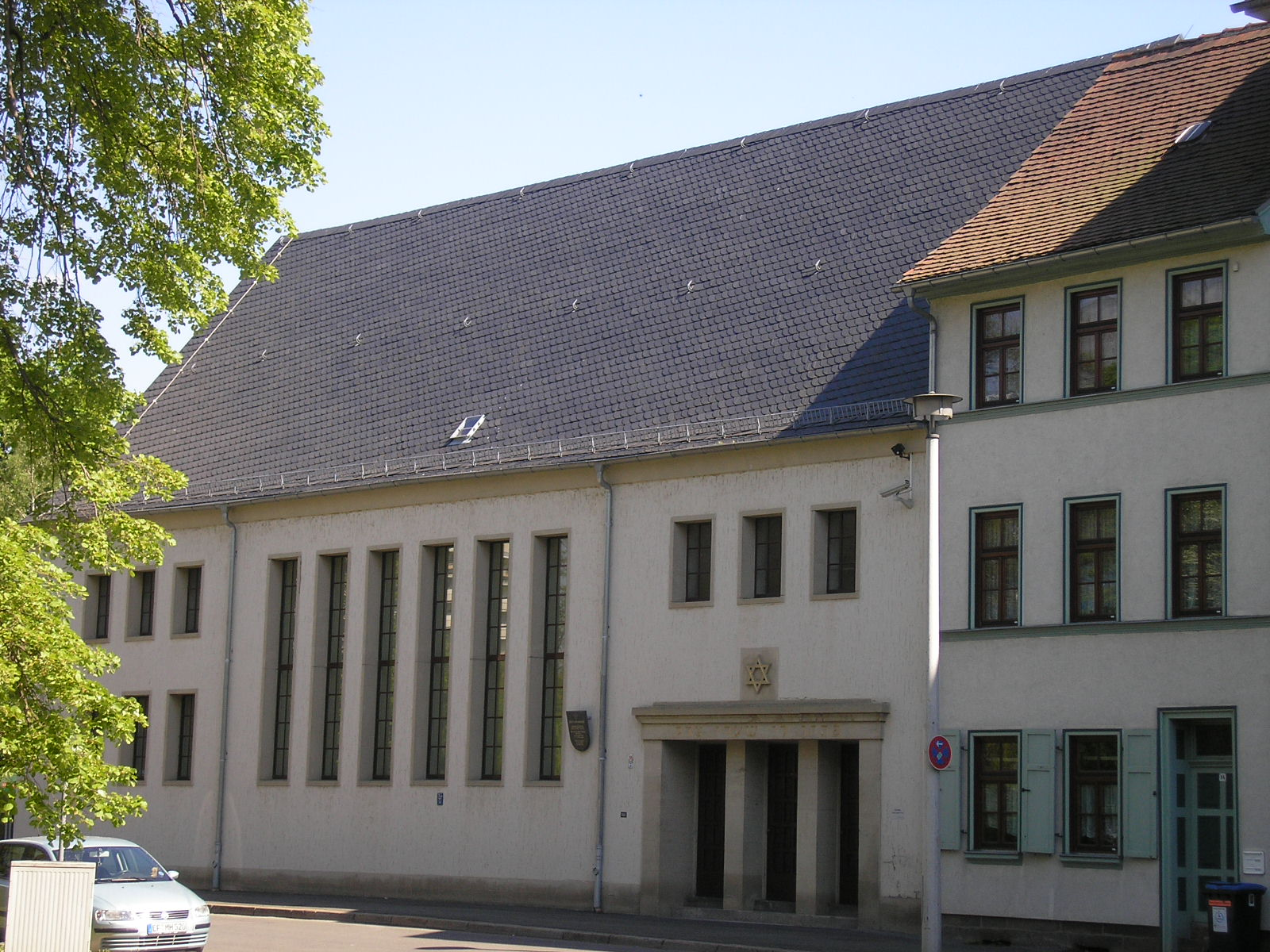
Neue Synagoge (1952) an der Ecke Hopfengasse
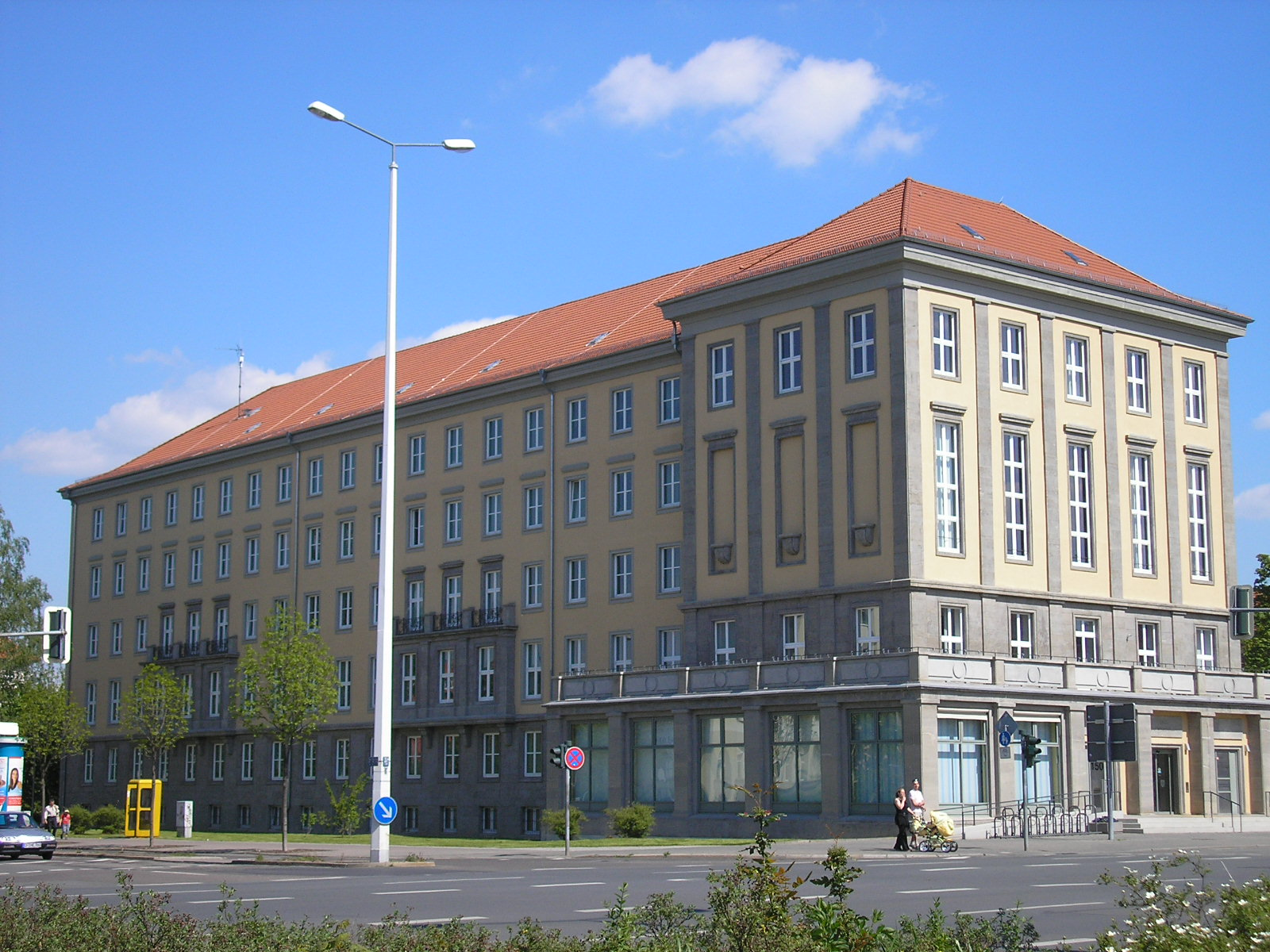
Haus der sozialen Dienste (1955) an der Ecke Franckestraße
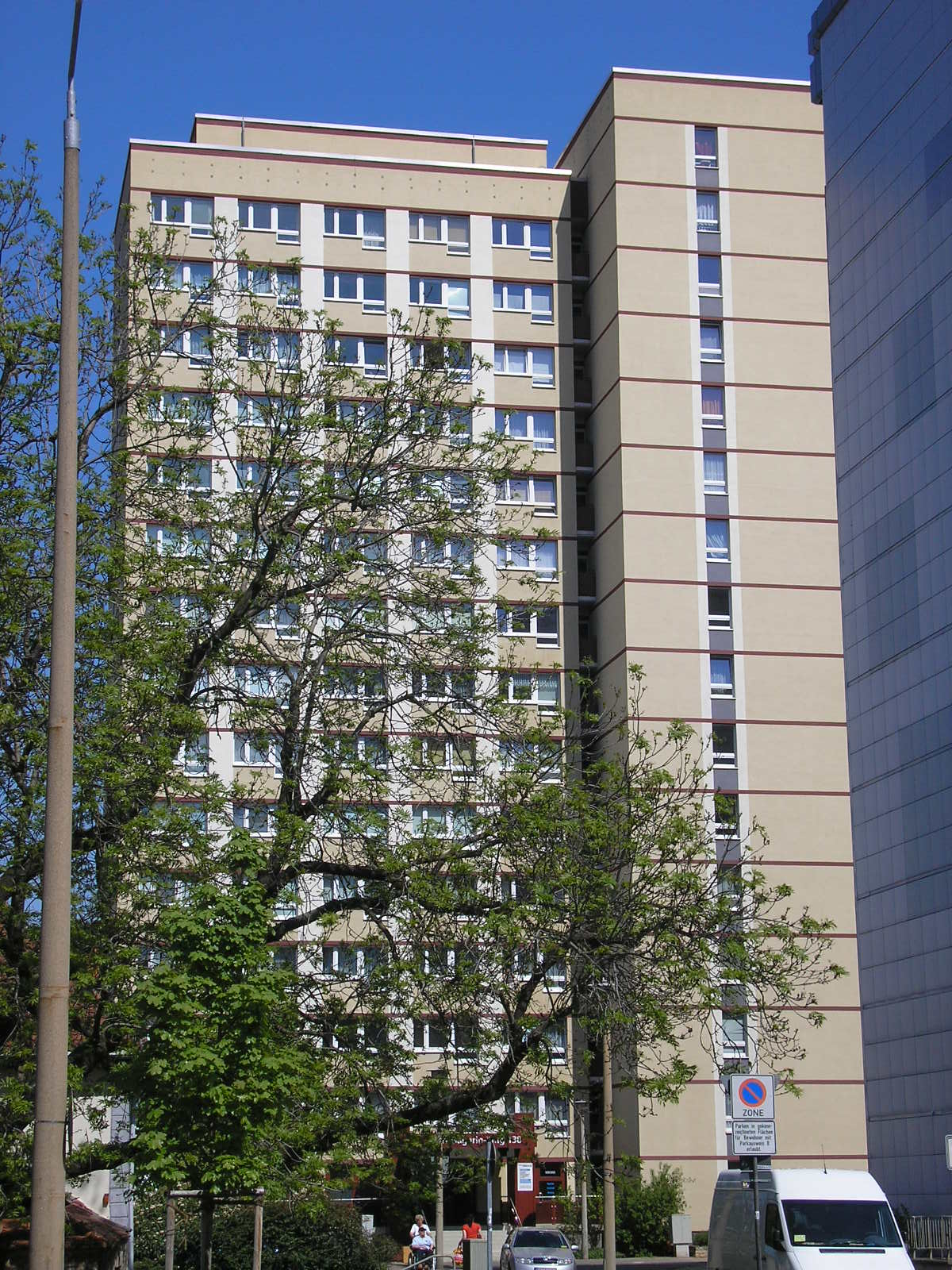
Hochhaus Hospitalplatz
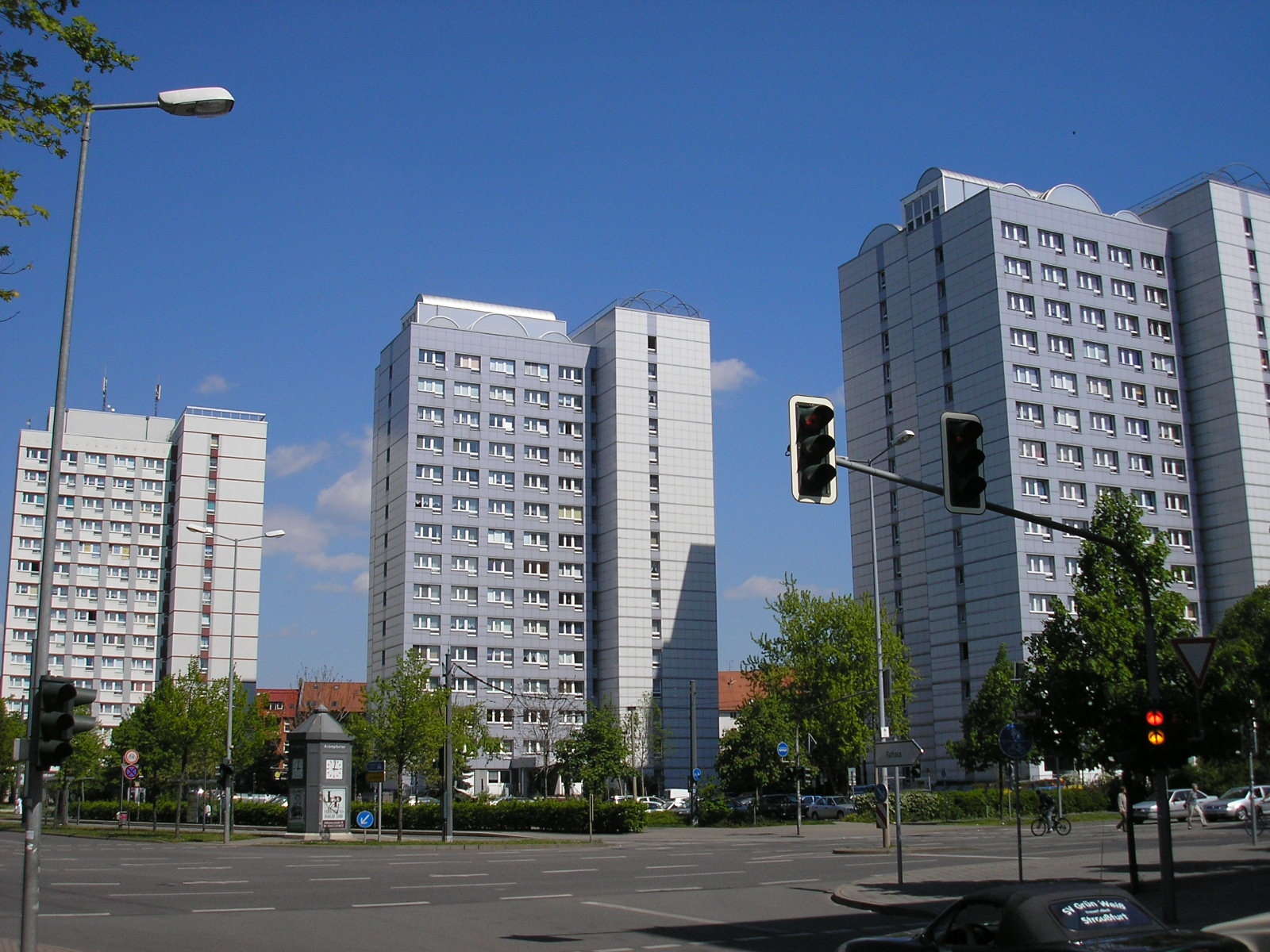
Hochhäuser Nr. 126 A, B und C am Krämpfertor
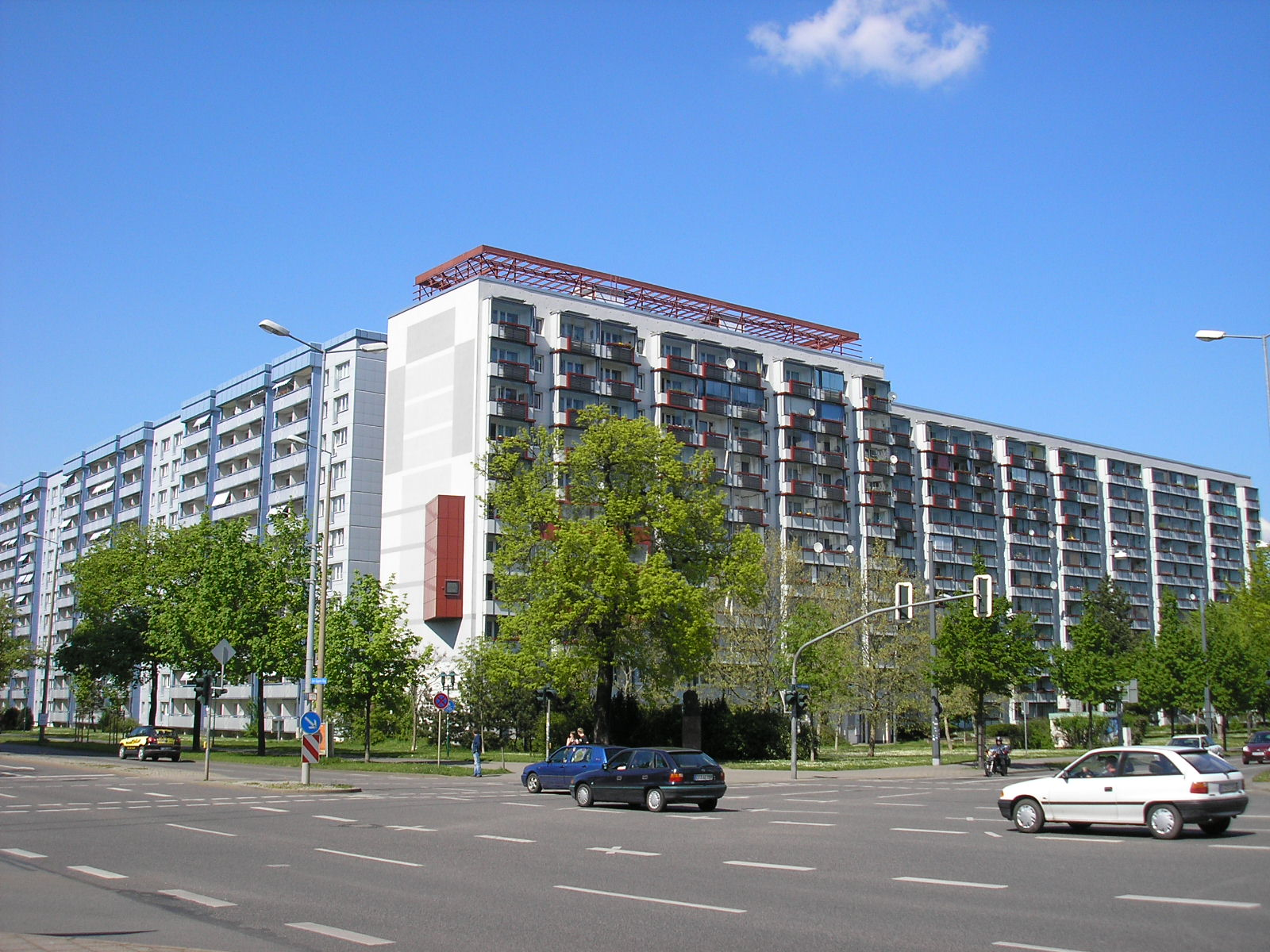
Wohnblock an der Ecke Krämpferstraße
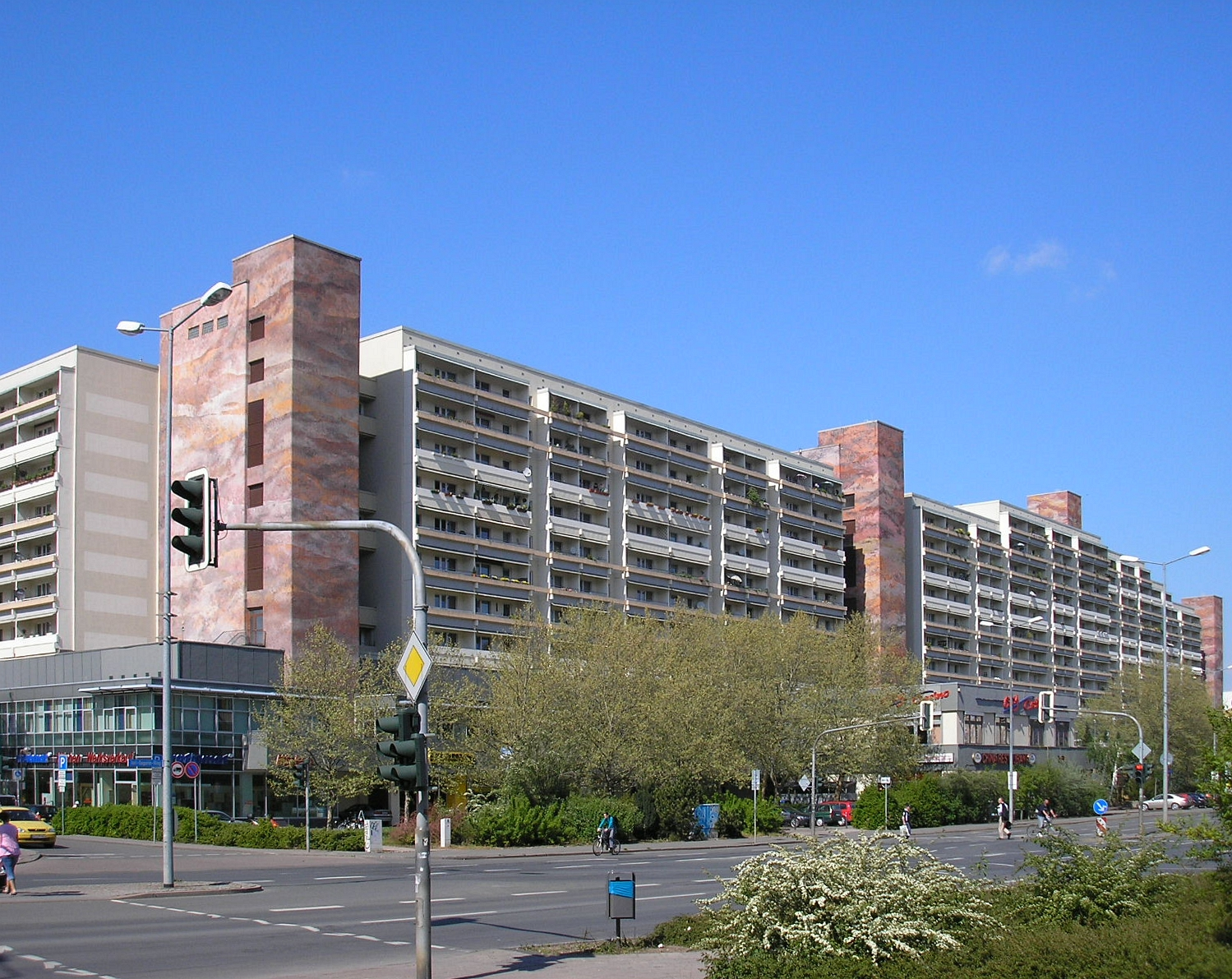
Wohnscheibe C am Löbertor (1984)
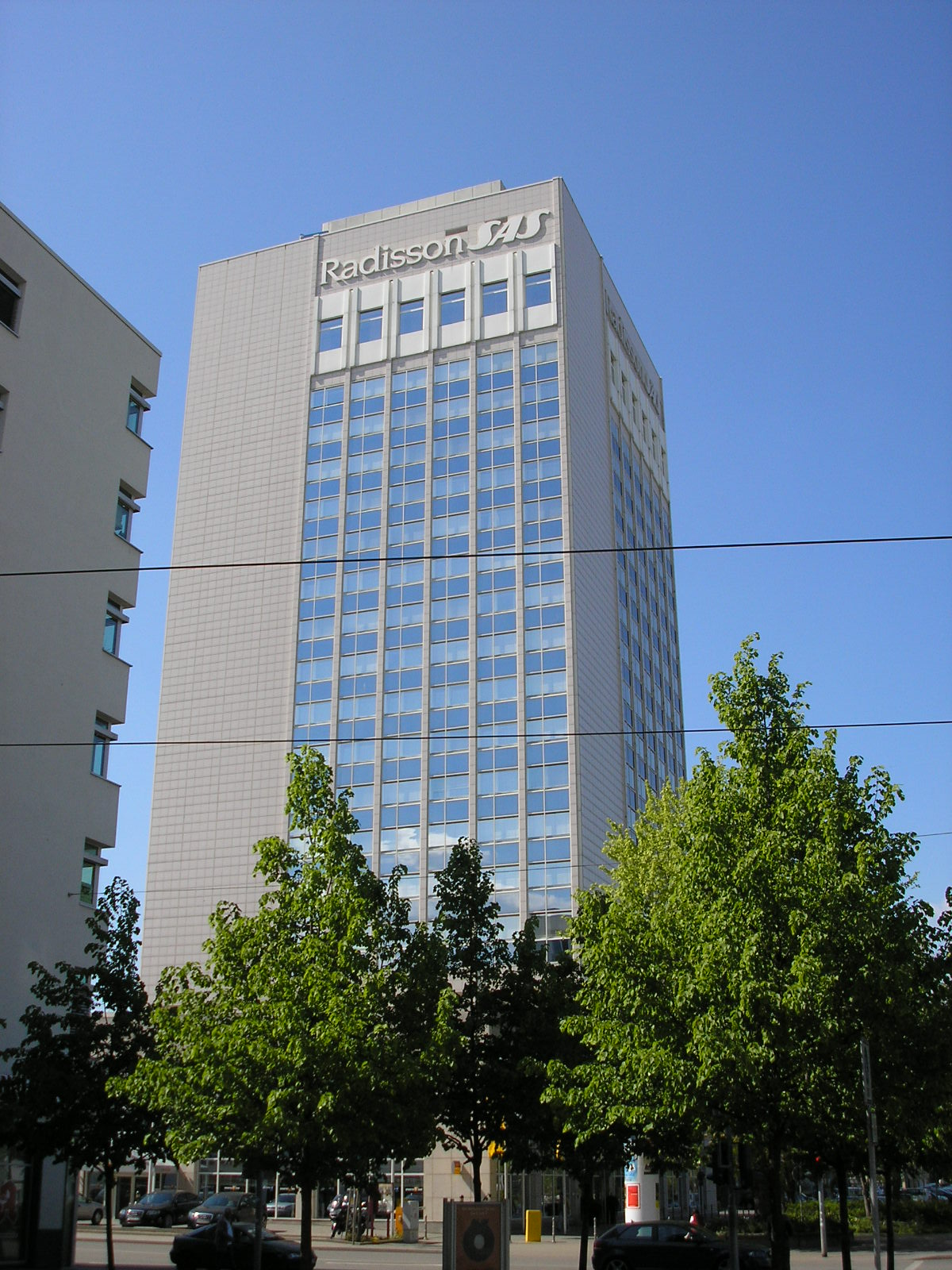
Hotel Radisson an der Ecke Krämpferstraße
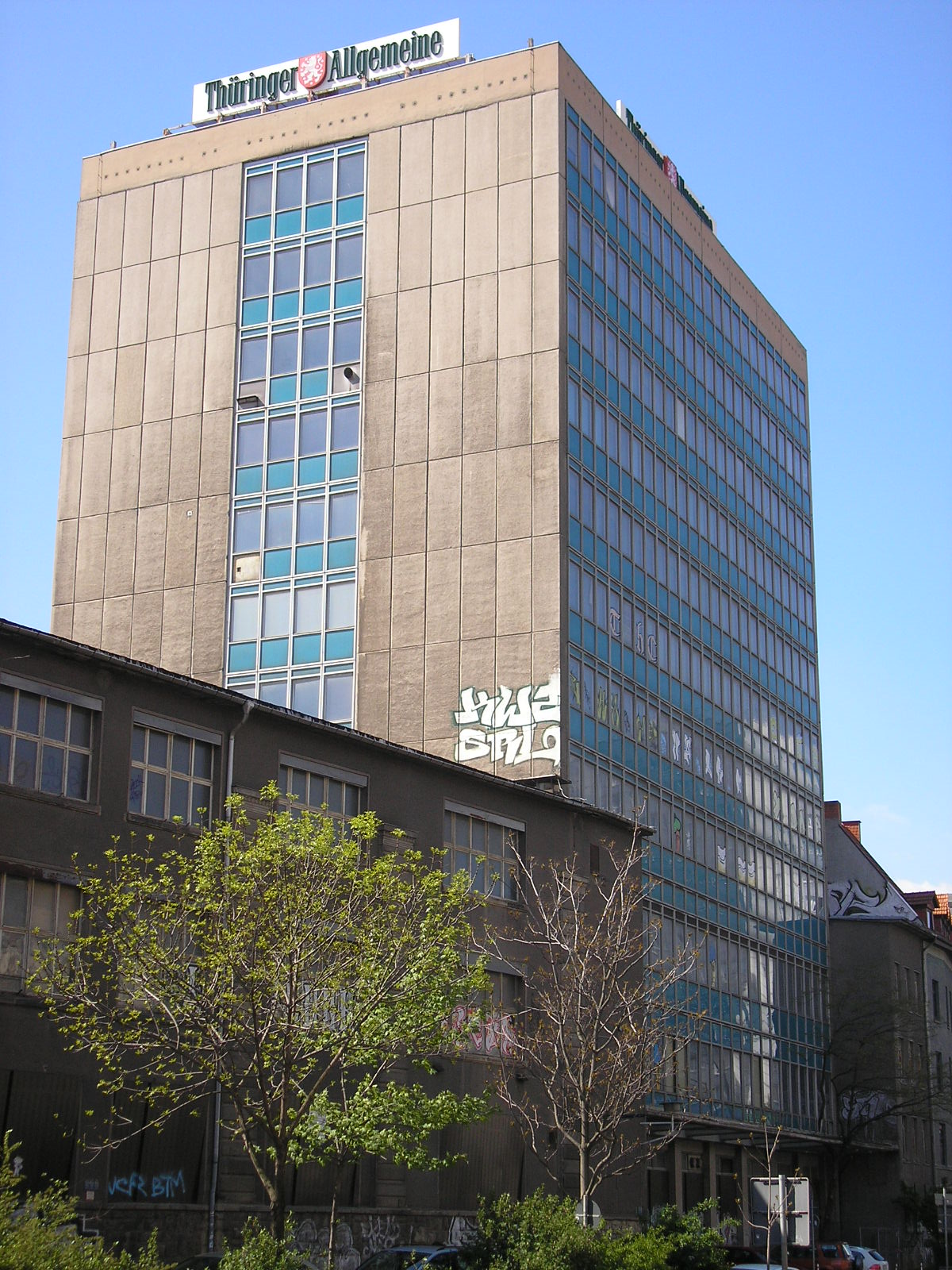
Hochhaus der Zeitung Thüringer Allgemeine an der Weißfrauengasse
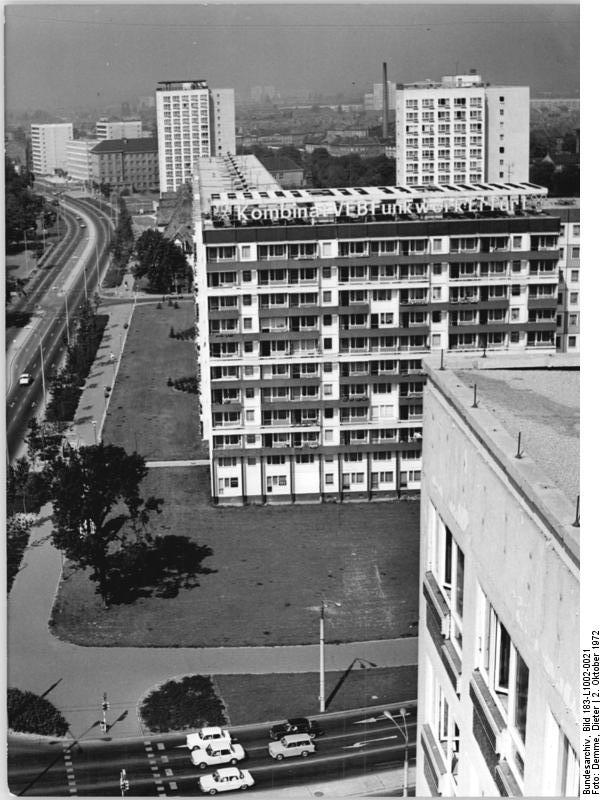
1972: Blick von den Hochhäusern 126 A, B, C nordwärts entlang des Rings
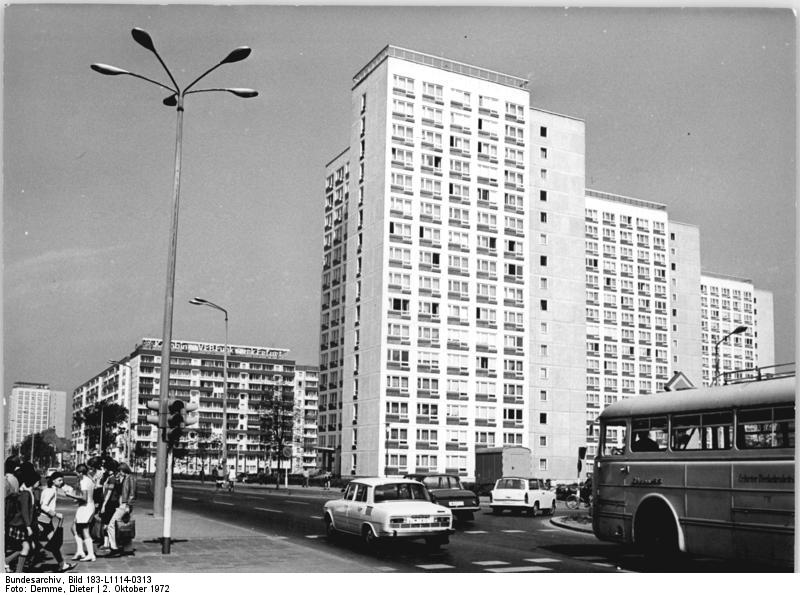
Krämpfertor 1972

### Nach 1990

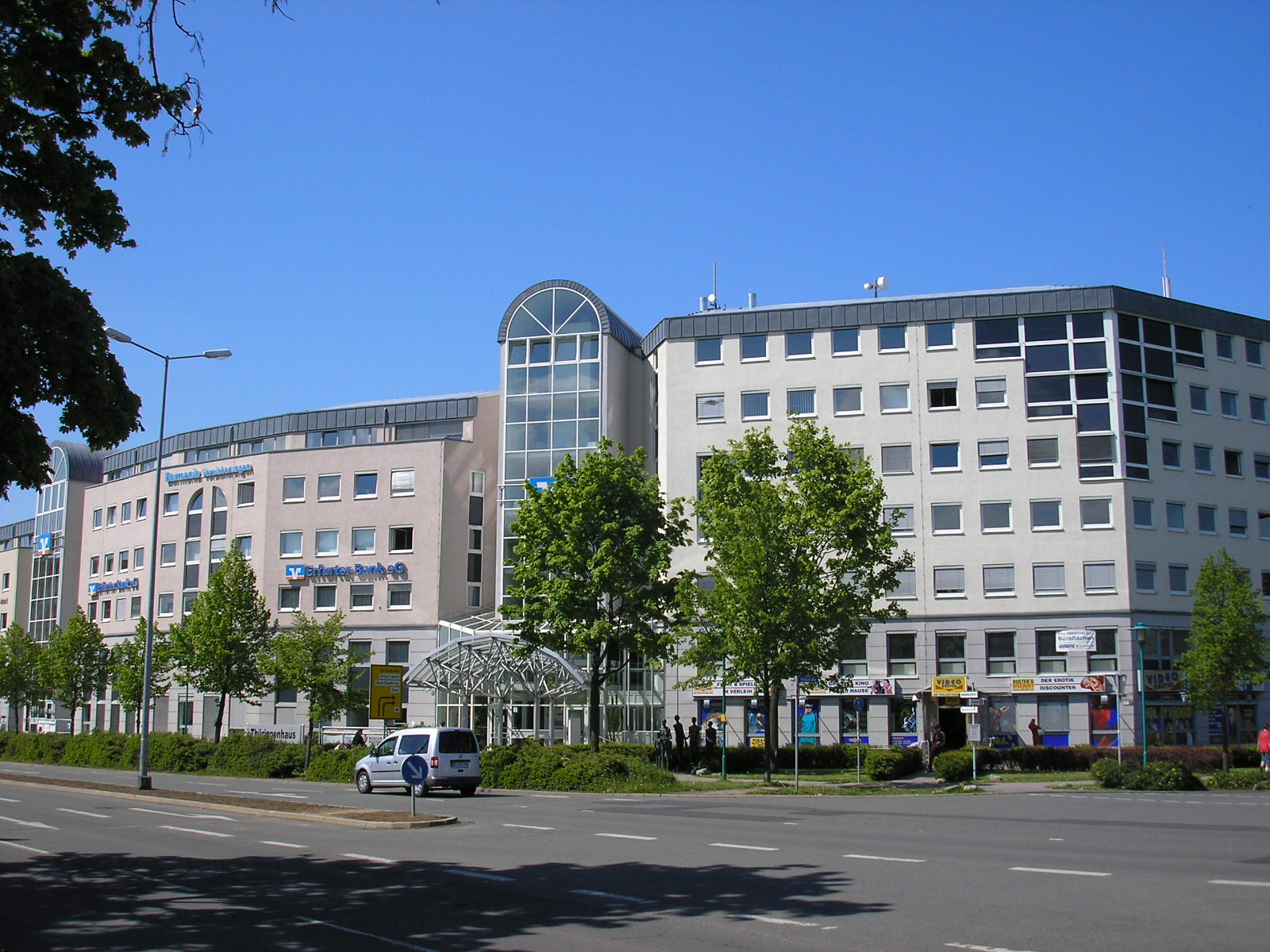
Thüringenhaus an der Ecke Johannesstraße
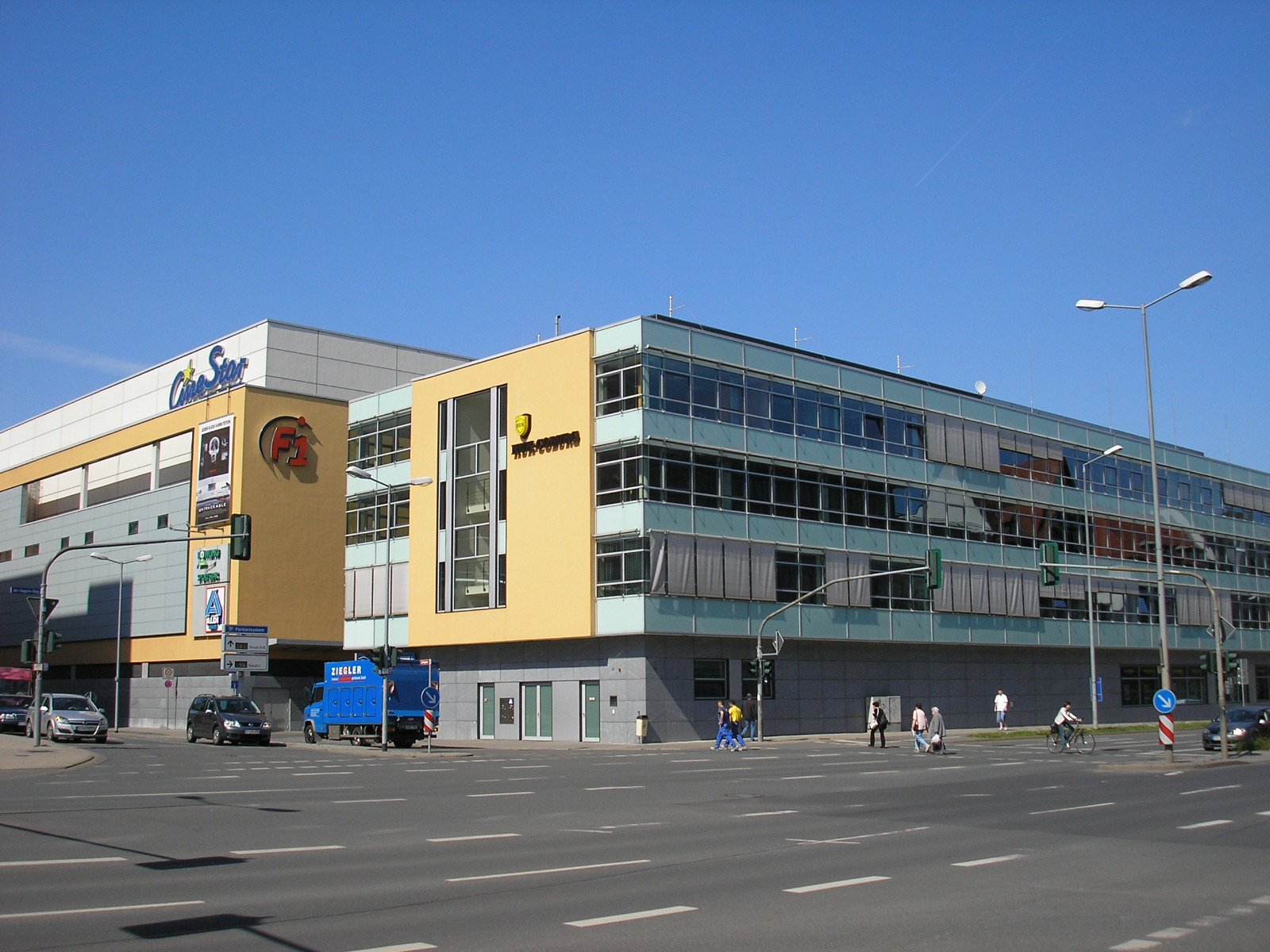
Forum I am Thomaseck